# Supercúmulo Perseo-Piscis

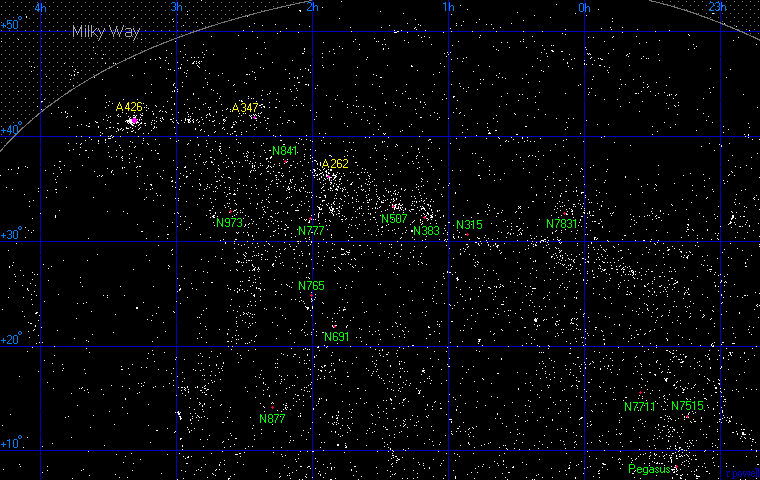
Mapa del supercúmulo

El Supercúmulo Perseo-Piscis (SCL 40) es una de las estructuras más grandes conocidas en el universo. Incluso a una distancia de 250 millones de años luz, esta cadena de cúmulo de galaxias se extiende más de 40° a través del cielo de invierno boreal. En la constelación de Perseo y la constelación de Piscis el Supercúmulo es una de las dos concentraciones dominantes de galaxias en el universo cercano (dentro de la esfera de 300 millones de años luz), que se sitúa a lo largo del plano de la Vía Láctea. Este supercúmulo también limita con un vacío importante, el Vacío de Tauro. Es parte integrante de la Cadena Perseo-Pegaso, una de las 5 partes del Complejo de Supercúmulos Piscis-Cetus.
Los principales cúmulos del supercúmulo de Perseo-Piscis son el Abell 262, Abell 347 y Abell 246.